# John Boye
John Boye (Acra, 23 de abril de 1987), é um futebolista ganês que atua como zagueiro e lateral direito. Atualmente, joga pelo Metz.

## Carreira
Em 17 de junho de 2008, Boye foi convocado pela primeira vez para a Seleção Ganesa de Futebol. Sua estréia foi em 22 de junho de 2008, contra Gabão. Boye foi incluído na lista dos 23 convocados da Seleção de Gana para o Campeonato Africano das Nações de 2012 em janeiro de 2012 e ele fez sua estréia no torneio no jogo contra Botsuana em 24 de janeiro de 2012. No ano de 2014, Boye foi convocado para a disputa da Copa do Mundo FIFA de 2014.

## Estatísticas na Seleção
| Boye – Seleção Ganesa             | Boye – Seleção Ganesa | Boye – Seleção Ganesa | Boye – Seleção Ganesa | Boye – Seleção Ganesa |
| Seleção                           | Ano                   | Jogos                 | Gols                  |                       |
| --------------------------------- | --------------------- | --------------------- | --------------------- | --------------------- |
| Gana                              | 2008                  | 3                     | 0                     |                       |
| Gana                              | 2009                  | 0                     | 0                     |                       |
| Gana                              | 2010                  | 0                     | 0                     |                       |
| Gana                              | 2011                  | 1                     | 1                     |                       |
| Gana                              | 2012                  | 11                    | 0                     |                       |
| Gana                              | 2013                  | 11                    | 2                     |                       |
| Total                             | Total                 | 26                    | 3                     |                       |
| Atualizado em 16 de junho de 2013 |                       |                       |                       |                       |

## Títulos
Gana
- Campeonato Africano das Nações: 2015 2º Lugar.